# Rudi Carrell
Rudi Carrell, właśc. Rudolf Wijbrand Kesselaar (ur. 19 grudnia 1934 w Alkmaarze, zm. 7 lipca 2006 w Bremie) – holenderski artysta rozrywkowy, satyryk, aktor, piosenkarz.

## Życiorys
Jako 17-latek debiutował w programie rozrywkowym u boku ojca. Zyskał w Holandii popularność dzięki udziałowi w programie Rudi Carrell Show, który prowadził od 1959 roku. W 1964 roku otrzymał za ten program Srebrną Różę podczas festiwalu telewizyjnego w Montreux.
W 1960 roku reprezentował Holandię podczas 5. Konkursu Piosenki Eurowizji z utworem „Wat een geluk”. Zdobył ostatecznie 2 punkty, kończąc udział na przedostatnim, 12. miejscu.
Od połowy lat 60. był związany z niemieckim radiem i telewizją. Występował m.in. w programach Auf laufenden Band (1974-1979), Rudis Tagesshow, Die verflixte Sieben, Rudi Carrell Show. Lass dich überraschen (1988-1992), Die Post geht ab!. W latach 1996–2002 był prezenterem i producentem programu satyrycznego 7 Tage, 7 Köpfe, prezentowanego w stacji RTL, a do 2005 roku pozostał jego producentem. Duże kontrowersje, łącznie z groźbami zabójstwa, wzbudził żart Carrella z ajatollaha Ruhollaha Chomejniego w programie Rudis Tagesshow w styczniu 1987 roku.
W 1979 roku artysta wydał autobiografię pt. Gib mir mein Fahrrad wieder. W Polsce ukazała się jego książka Gry i zabawy towarzyskie (oryg. Spiele für Party und Familie) z 1992 roku, w tłumaczeniu Magdaleny Kochankiewicz.
W lutym 2006 roku odebrał Goldene Kamera – prestiżowe wyróżnienie pisma Hörzu za całokształt pracy artystycznej. W lipcu tego samego roku zmarł na raka płuc. O chorobie poinformował publicznie w listopadzie 2005 roku, w wywiadzie dla pisma Bunte.